# Гидион (Мисури)
Гидион (енгл. Gideon) град је у америчкој савезној држави Мисури.

## Демографија
По попису из 2010. године број становника је 1.093, што је 20 (-1,8%) становника мање него 2000. године.
| Група             | 2000.         | 2010.         |
| Белци             | 1.095 (98,4%) | 1.084 (99,2%) |
| Афроамериканци    | 0 (0,0%)      | 1 (0,1%)      |
| Азијати           | 0 (0,0%)      | 0 (0,0%)      |
| Хиспаноамериканци | 11 (1,0%)     | 3 (0,3%)      |
| Укупно            | 1.113         | 1.093         |